# Erophila
Erophila es un género de plantas con flores de la familia Brassicaceae.

## Especies
- Erophila verna